# Verbandsgemeinde Hettenleidelheim
La comunità amministrativa di Hettenleidelheim (Verbandsgemeinde Hettenleidelheim) era una comunità amministrativa della Renania-Palatinato, in Germania.
Faceva parte del circondario di Bad Dürkheim.
A partire dal 1º gennaio 2018 è stata unita alla comunità amministrativa di Grünstadt-Land per costituire la nuova comunità amministrativa Leiningerland.

## Suddivisione
Comprendeva 5 comuni:
1. Altleiningen
2. Carlsberg
3. Hettenleidelheim
4. Tiefenthal
5. Wattenheim

Il capoluogo era Hettenleidelheim.